# برتنغو
برتنغو هي بلدية في مقاطعة فرشيلي التابعة لإقليم بييمونتي الإيطالي، تقع على بعد حوالي 60 كيلومتر (37 ميل) إلى الشمال الشرقي من مدينة تورينو وحوالي 9 كيلومتر (6 ميل) إلى الجنوب من فيرتشيلي. في 31 كانون الأول / ديسمبر 2004 كان عدد سكانها 328 نسمة، وتبلغ مساحتها 8.3 كيلومتر مربع (3.2 ميل2).
تقع برتنغو على حدود البلديات التالية: أزيليانو فيرسيلسي، كوستانزانا، ريفا، ستروبيانا.